# Кенель, Франсуа
Франсуа Кенель (фр. François Quesnel, 1542 или 1543, Эдинбург, Шотландия (или Париж, Франция) — 1616 или 1619, Париж) — французский рисовальщик и живописец. Представитель школы Фонтенбло.

## Биография
Хотя сами Кенели утверждали, что происходят от шотландской аристократии, вероятно, их происхождение было более скромным и французским. Франсуа был старшим сыном и, скорее всего, учеником Пьера Кенеля (умер после 1574 года). Это был придворный художник Марии де Гиз и её мужа, Якова V, короля Шотландии, вместе с которым он переехал в Холирудский дворец. Там он женился на Мадлен Дигби, и их первый ребенок, Франсуа, родился в Эдинбурге в 1543 или 1544 году. Пьер Кенель вернулся во Францию после рождения своего второго сына, Николя. В отличие от семьи художников Дюмустье, Кенели оставались связаны с гильдией живописцев в Париже, членами которой они являлись. В документах имя Франсуа Кенеля появляется впервые в 1571 году в связи с заказом ему восьми портретов. Впоследствии работал по заказам герцогини Лотарингской и короля Генриха III. В 1609 году выполнил первую карту Парижа, посвящённую королю и гравированную Пьером Валле. Современники отмечали его скромность и бескорыстие.
В 1585 году Кенель предоставил набросок для гобелена «Христос проповедует на ступенях храма» для церкви Святой Мадлен в Париже. В августе 1586 года он заключил контракт на выполнение рисунков для гобеленов из жизни Богородицы для Рене де Гиз Лотарингской, настоятельницы монастыря Сен-Пьер-ле-Дам в Реймсе и сестры Марии де Гиз. Восемь гобеленов и эскизы для них были в 1,5 локтей в высоту и 10,25 локтей в длину. Каждый должен был включать герб Лотарингской династии в центре.
Франсуа Кенель женился на Шарлотте Ришандо, которая родила ему четырёх детей. Овдовев, он снова женился в 1584 году на Маргарет Массон, от которой у него было десять детей, в том числе: Николя и Августин, художники, и Жак Кенель, книготорговец (а его сын Паскье Кенель был знаменитым янсенистским богословом).
Декоратор, живописец алтарей и создатель рисунков для гобеленов, Кенель был прежде всего портретистом. Подписанных художником живописных работ сохранилось только две (в обоих случаях художник воспользовался монограммой «FQ»): «Портрет мальчика» (находится в частном собрании) и «Портрет Mary Anne Waltham, придворной дамы Марии Стюарт» (1572, Althorp House, Northants). Искусствовед Dimier приписывает ему на основе близости творческой манеры к этим двум портретам не менее 190 рисунков, большинство из которых хранятся в Национальной библиотеке Франции и библиотеке Boldéienne. Многие работы художника были гравированы (среди гравёров, сотрудничавших с ним, Thomas de Leu и Michel Lasne). Как и Косм Дюмустье, Франсуа Кенель был другом Сезара Нострадамуса (сына Мишеля Нострадамуса), который высоко оценил его в двух письмах от 1617 и 1629 годов.

## Особенности творчества
Испытал значительное влияние Пьера Дюмустье и Жоржа Боба. Фрагмент, посвящённый творчеству Франсуа Кенеля. В некоторых работах прослеживается и влияние Франсуа Клуэ. В портретах показывал заурядность придворных; иногда искусствоведы сопоставляют их с анекдотами той поры, демонстрирующими ту же развязность и показную экстравагантность, однако эти портреты далеки от реализма. Они полностью лишены героизма предшествующей эпохи. В творчестве Кенеля наблюдается постепенный переход от карандашного к живописному портрету. Он переносит акцент с конструктивизма на чувственность. Художник воспринимается как родоначальник салонного и парадного портрета. Для портретов характерна грация и внешний блеск, но они свидетельствуют о слабом знании художником анатомии.

## Галерея

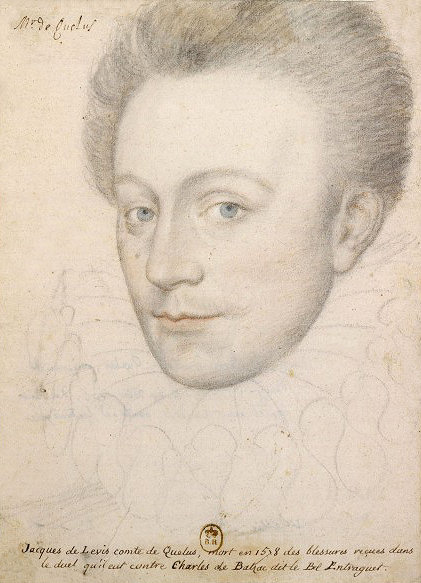
Келюс
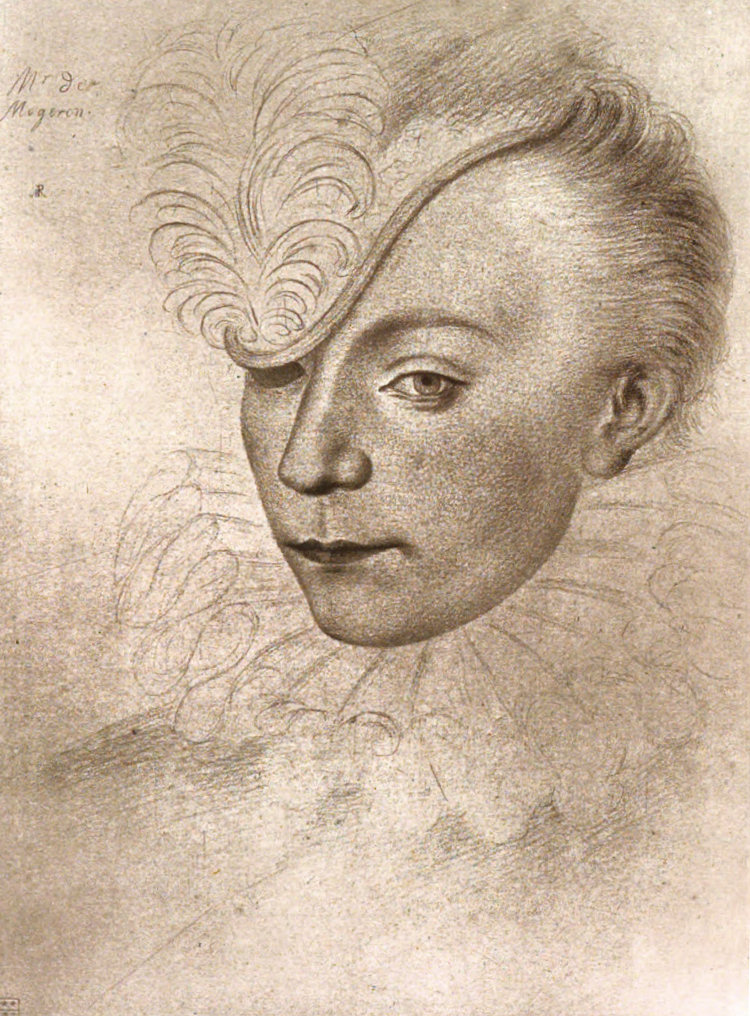
Можирон
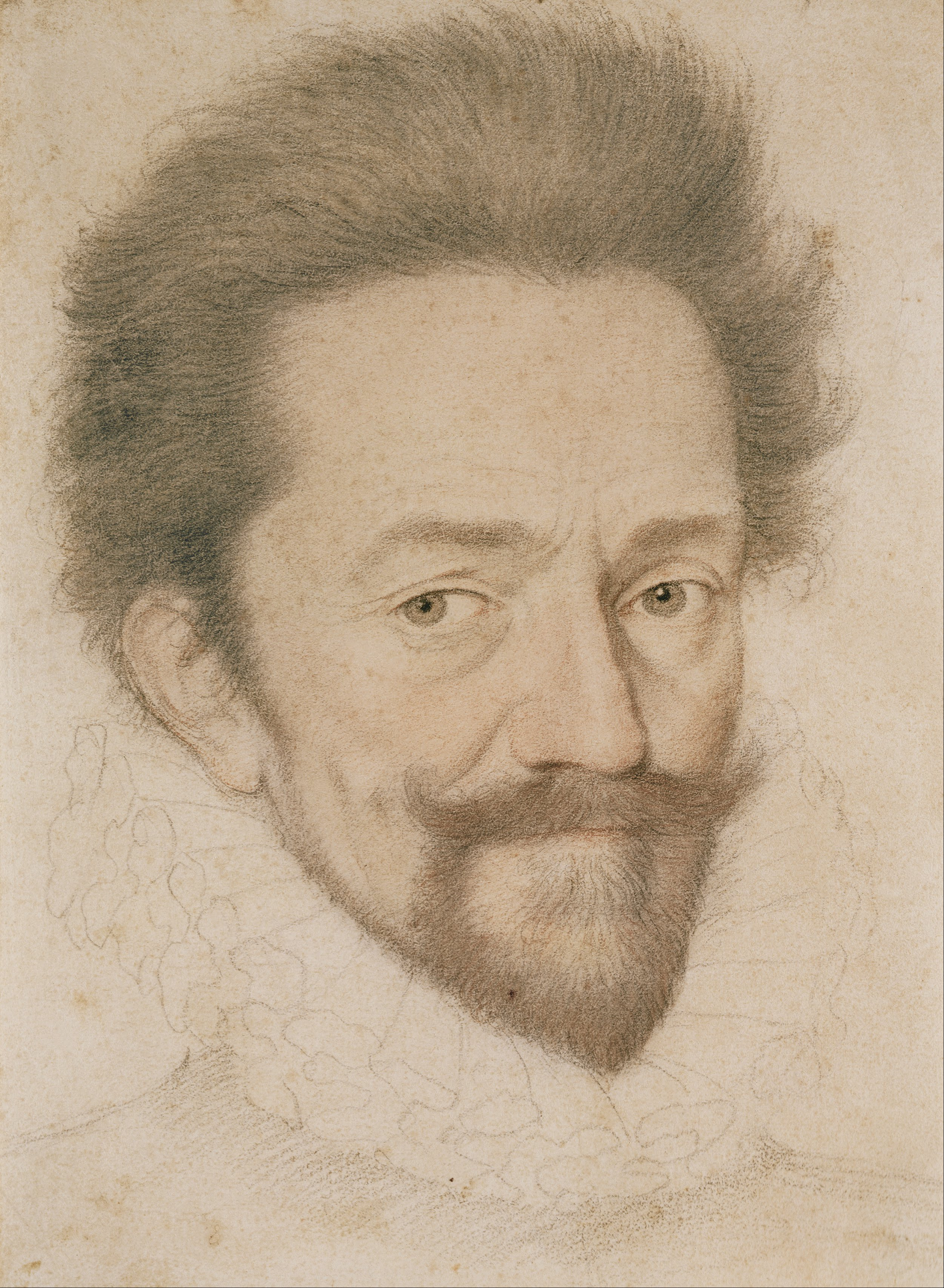
Кенель. Портрет бородатого мужчины
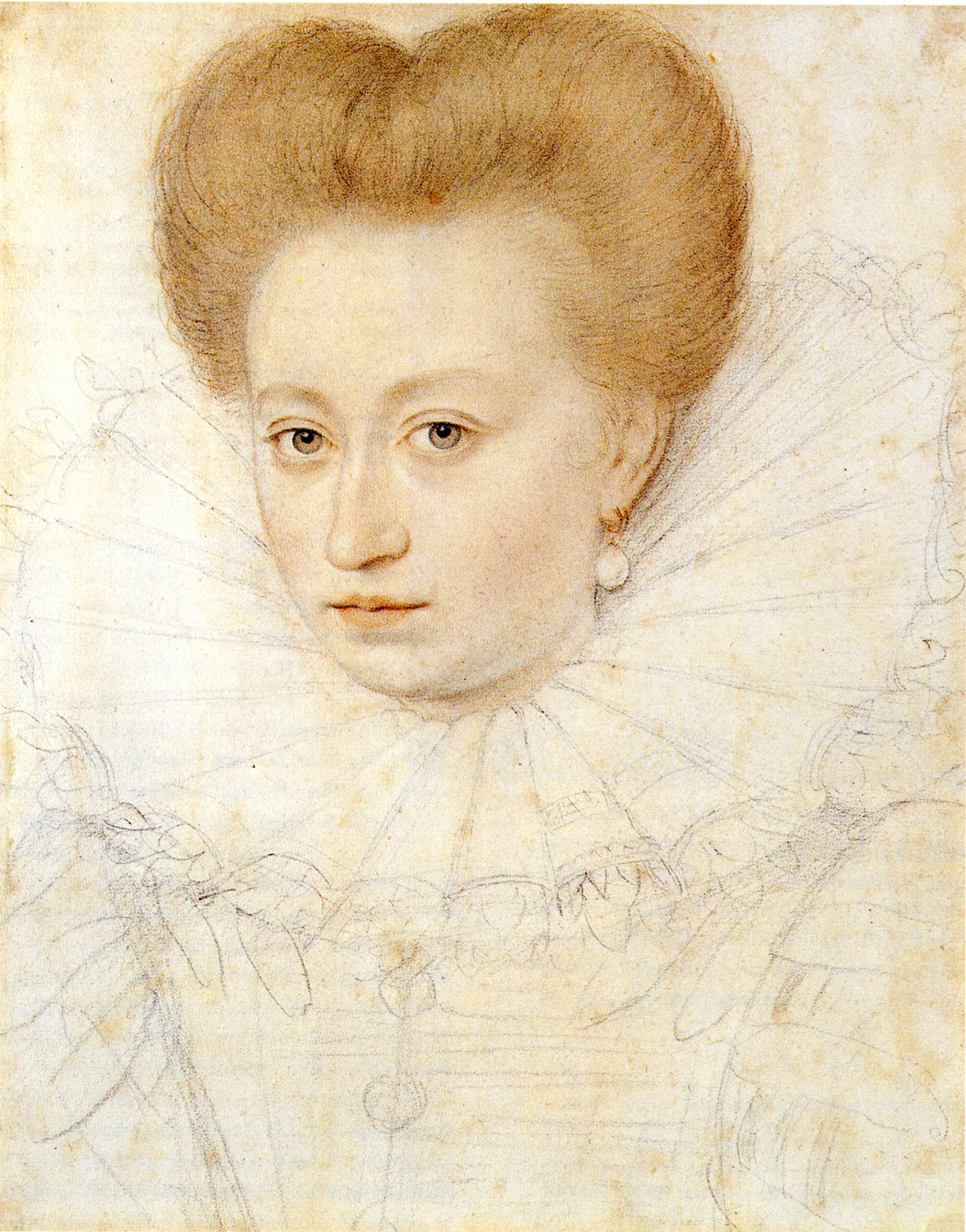
Портрет Catherine-Charlotte de la Trémoille, около 1589, атрибутирован Кенелю
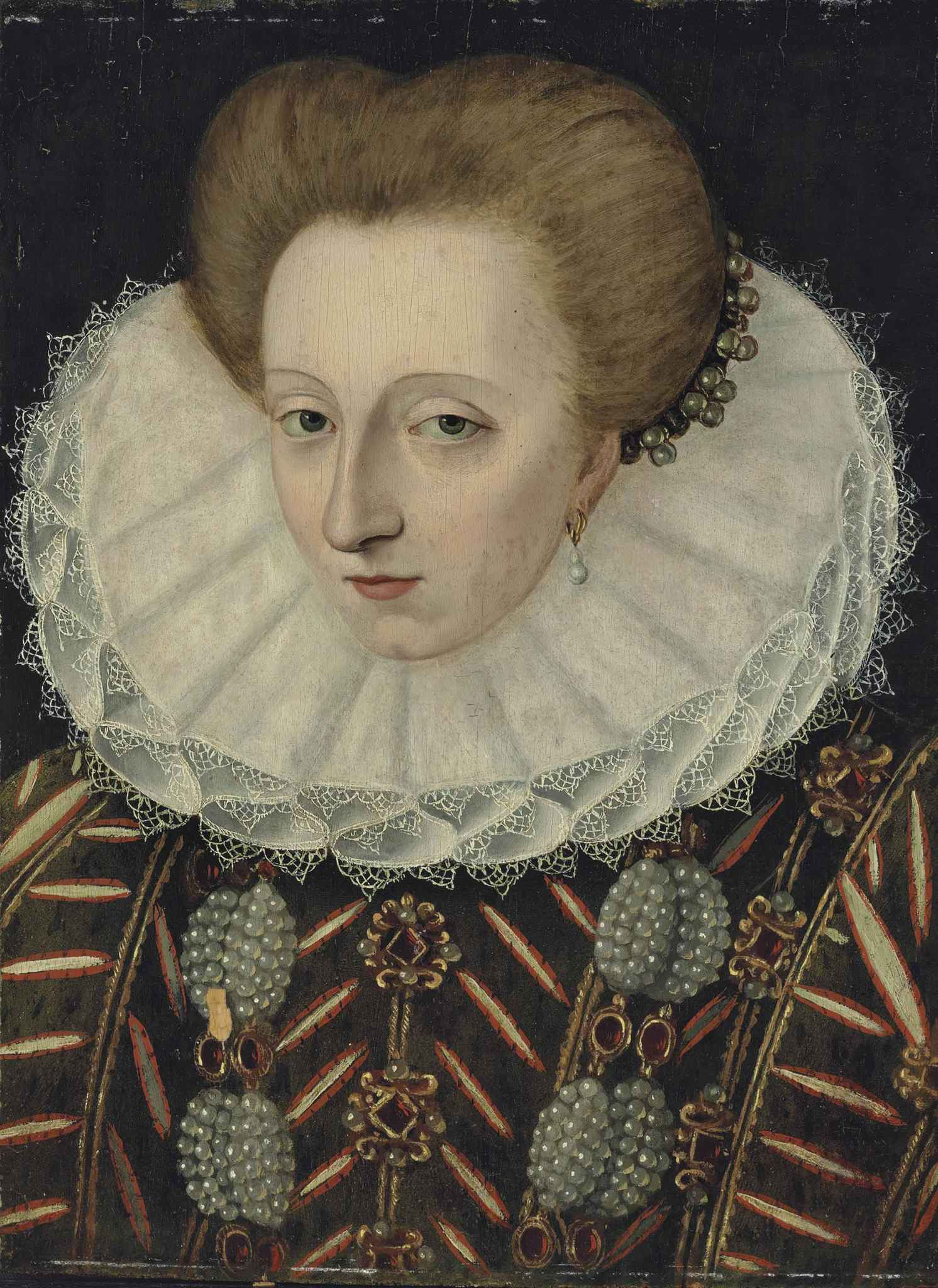
Круг Кенеля. Портрет дамы
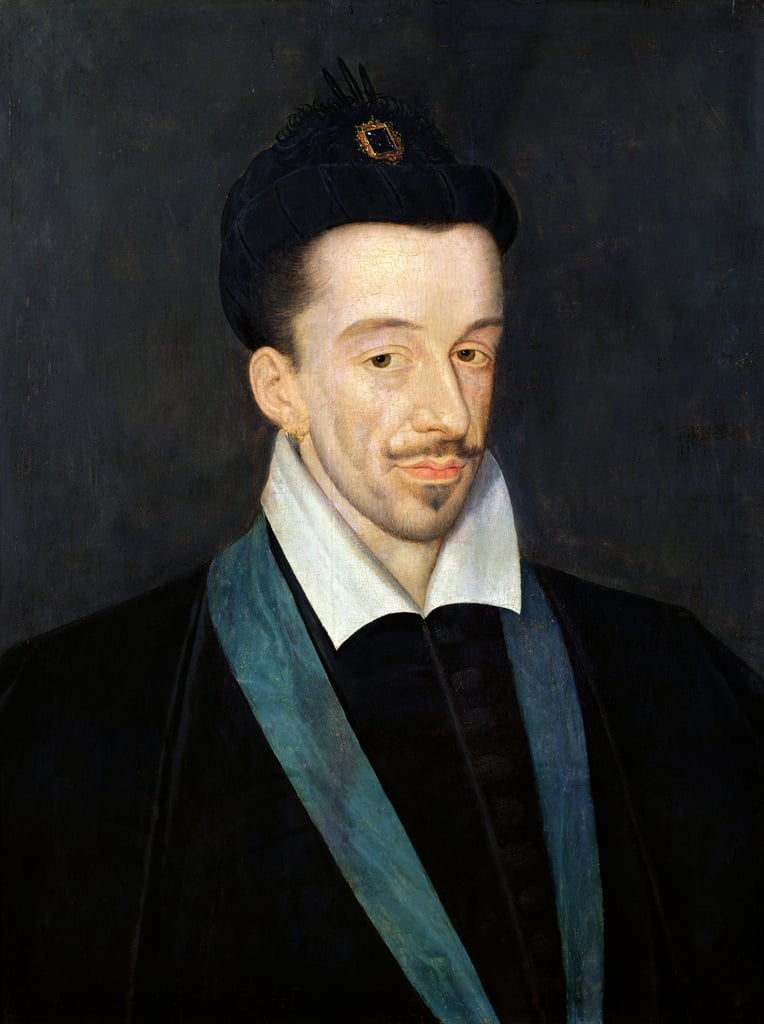
Портрет короля Генриха III, между 1582 и 1586[7], атрибутирован Кенелю (Лувр)
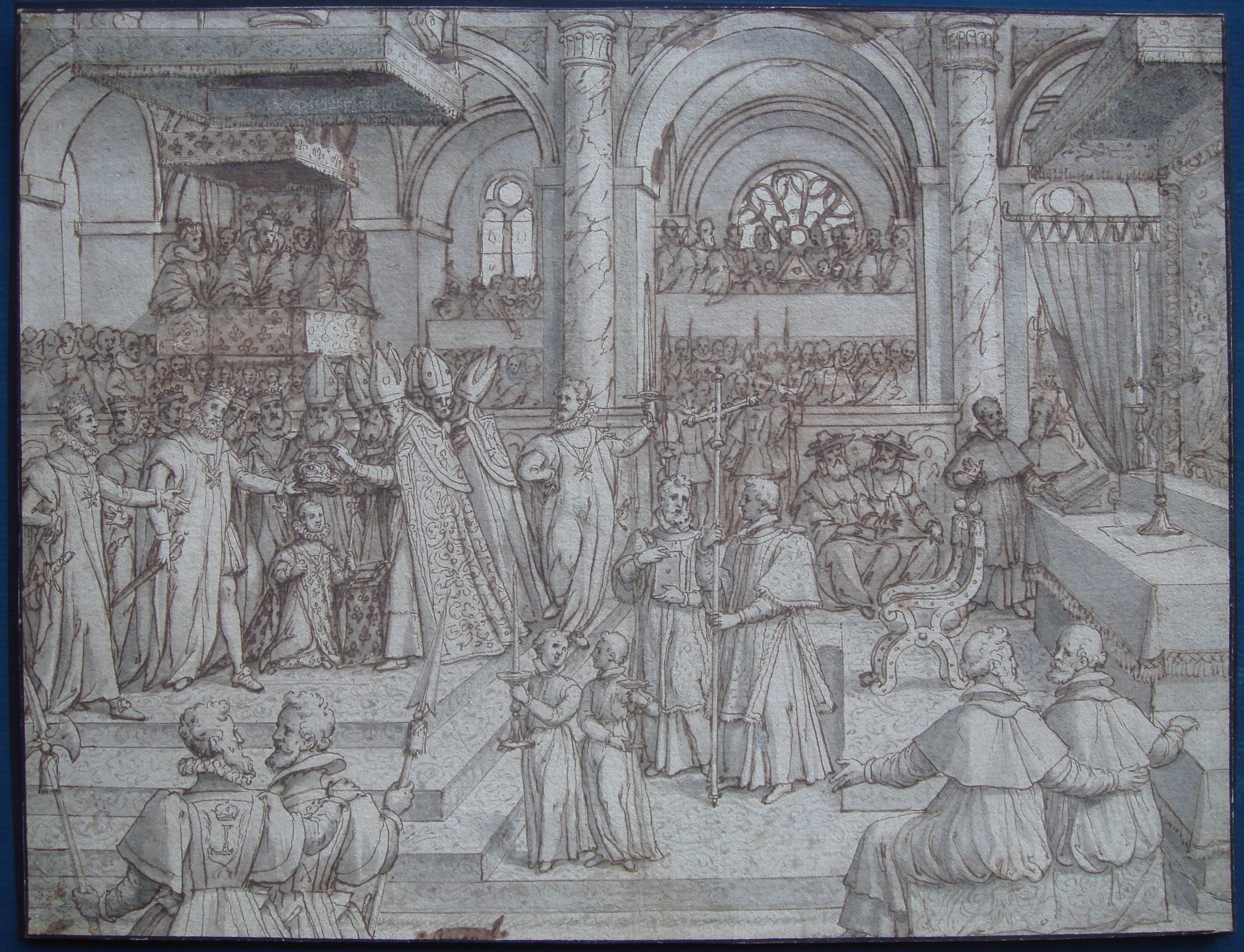
Кенель. Коронация Людовика XIII в Реймсе, подготовительный рисунок для гравюры Pierre Firens
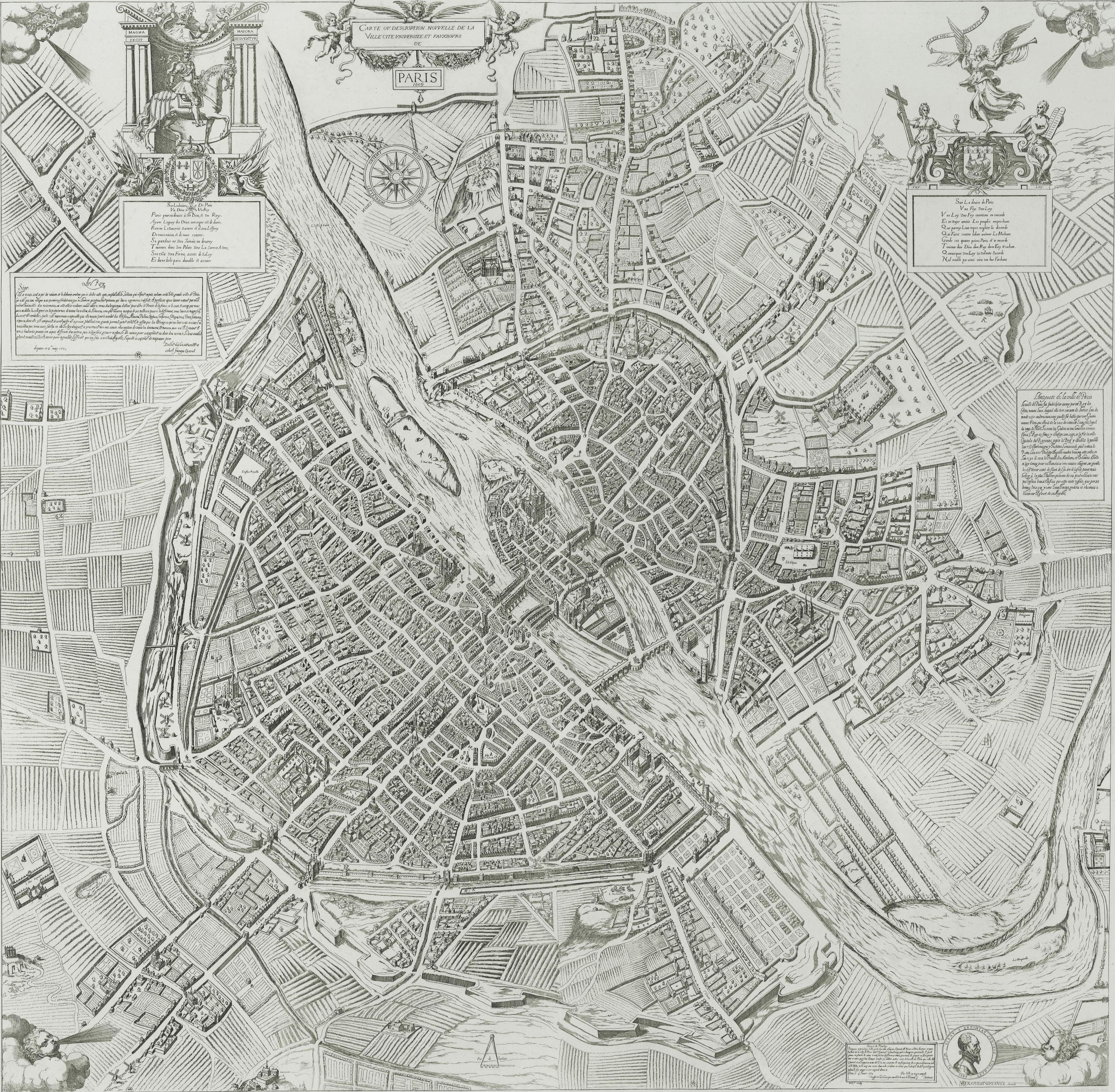
Кенель. План Парижа 1609 года, гравированный Пьером Валле
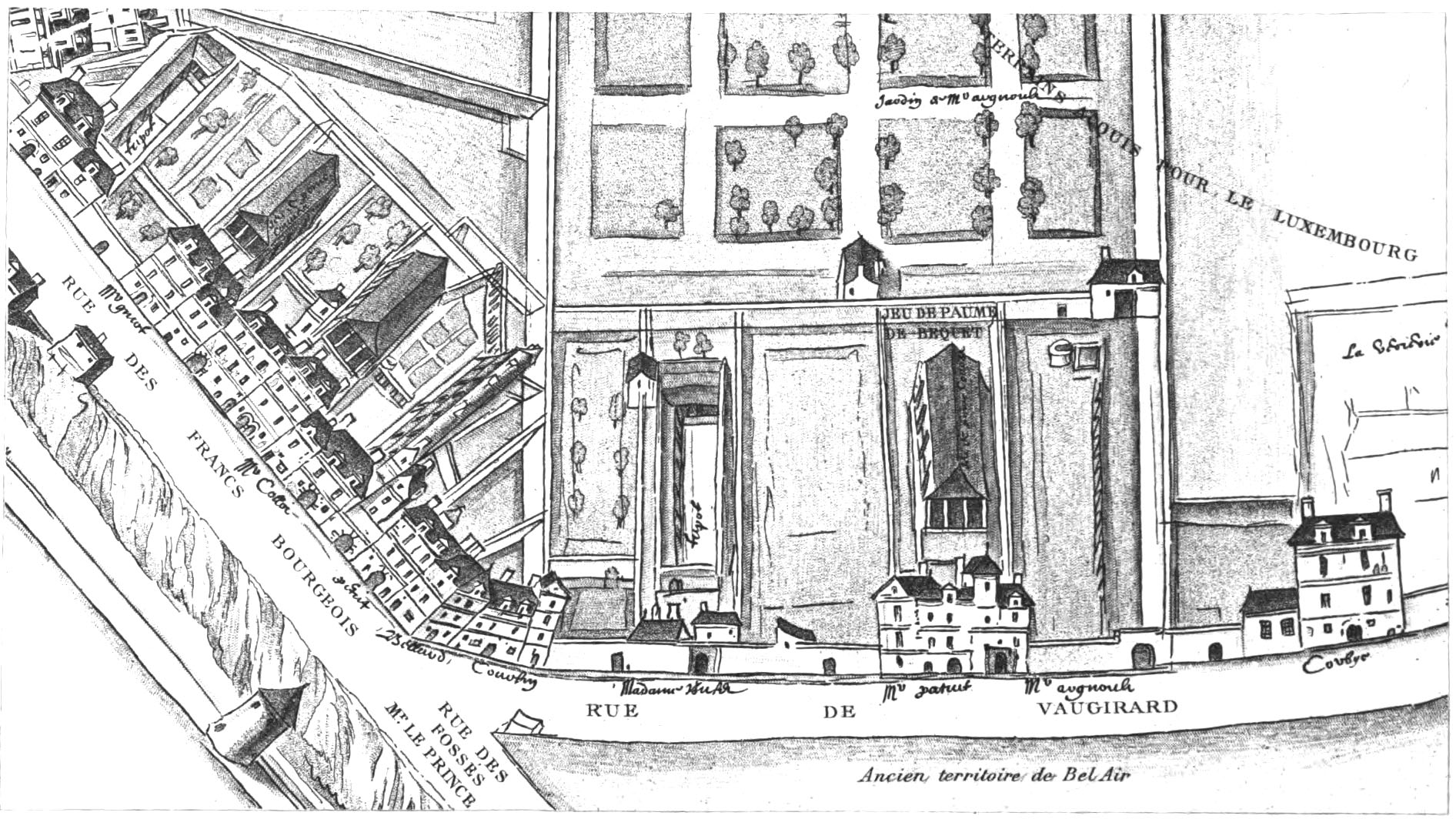
Кенель. План Парижа 1609 года, гравированный Пьером Валле
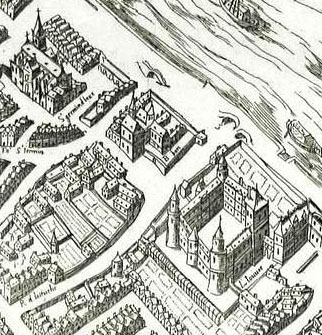
Кенель. План Парижа 1609 года, гравированный Пьером Валле